# ファビオ・ランボルギーニ
ファビオ・ランボルギーニ（Fabio Lamborghini、1954年4月19日 - ）は、イタリアの自動車実業家。エミリア＝ロマーニャ州フェラーラ県チェント出身。ランボルギーニの設立者フェルッチョ・ランボルギーニの弟であるジョルジョ・ランボルギーニとルチアナ・タシナリの間に生まれた。

## 経歴
イタリア国内を問わず世界的に有名な、農業の世界に端を発し最高の機械工学へと進化したランボルギーニ一族に生まれた。
彼の熱い情熱、決意、機械分野に秀でた能力は、様々なビジネスシーンで発揮された。
1973年から2007年7月まで、ランボルギーニ空調ボイラー会社(1960年設立 ピエーヴェ・ディ・セント(ボローニャ))にて活躍。
1973年、1960年にピエヴェ・ディ・チェントに設立されたランボルギーニ空調ボイラー会社で最初の仕事を始めた。
情熱、決意、能力を持って、様々な責任ある役割を担うようになる。2007年7月、34年の歳月を経てランボルギーニ空調ボイラー会社での活動を終える。　
1993年7月5日、息子のシモーネ・ランボルギーニが誕生。
1995年、フェラーラ県のドッソ・ディ・サントゴスティーノに、フェルッチオ・ランボルギーニのための最初の博物館が誕生。
当初から、ファビオ氏は博物館の参考人となり、世界中からの訪問者に対し、一流としての企業の成り立ちや創立者たちの人生についての個人的な逸話を披露していた。
2014年に博物館はフノ・ディ・アルジェラートに移動。それから2年後の2016年までファビオ氏は博物館での役割を終了した。
50年以上もの長い歴史に渡り、スーパーカーの世界に忘れがたい足跡を残してきたブランドの歴史的な企業と家族の記憶と進化を守り続けるという名誉と責任を担っています。
イタリアに多くの名声を与えてきた一族の一員であることを誇りに思い、卓越した強いスキルを持つ自動車分野のおかげもあり真の社交家である。 
2016年8月1日、イタリア・サルニコにて有名なエンジニアであるカルロ・リーヴァ（高級モーターボートの父）と出会う。復元されたリーヴァ・アクアラマの就任式のためのゲストとして招待される。
2019年4月28日、イタリアのイモラ・サーキットで行われたヒストリック・ミナルディ・デイへ参加
2019年7月20日、日本の東京で行われたSuper Car Club Japanへ参加来日。
2019年10月5日、ヴェネツィアで行われたロイヤル Gアワードに特別ゲストとして参加。

## 人物
大のスポーツ好きで、特にサッカーは常に彼の情熱でもある。 14歳のときレッジーナ・カルチョ(セリエB）へのスカウトを受けるが、母親から家を出ることに強く反対され、その提案への入団を断ったことがある。
現在の趣味はテニスの練習。
車、最高のワインなど自身のブランドのための製品開発に最大の情熱を注いでいる。

## インタビュー
- IGOSSIP"ブランドの成功、危機、そして新しい機会"インタビュー
- “La Città dei Motori”Official Interview
- Ferruccio Lamborghini 100th anniversary - Carnevale di Cento 2016
- モナコイタリアマガジン「イノベーションと技術の今日」対談
- カヴァロッティ旅行マガジンインタビュー
- Fabio Lamborghini Special guest at Stelle e Motori, Caserta, Italy
- Fabio Lamborghini Special guest at Miami Supercar Rooms
- Fabio Lamborghini official interviewed by Radio 105 for “The Miami International Boat Show”
- Fabio Lamborghini's interviewed by "Ricomincio da qui" - Veneto Globe
- Fabio Lamborghini Special Guest at the TV Show " I MAESTRI DEL BON TON " with Massimo Amato and Sergio Manzoni